# Groupe Barrière
La Société de Participation Deauvillaise, plus connue sous le nom de marque Groupe Barrière, est une société hôtelière, de loisirs et de jeux établie à Paris. Elle constitue la société mère de deux groupes distincts : le Groupe Lucien Barrière (GLB) et la Société fermière du casino municipal de Cannes (SFCMC).
Le groupe hôtelier et casinotier tire son origine des établissements de Deauville et Trouville créés et dirigés par Eugène Cornuché – notamment le casino de Deauville, inauguré en 1912. En 1927, François André succède à Eugène Cornuché à la tête des Grands Établissements de Deauville (qui devient la Société des hôtels et casino de Deauville - SHCD), véritable naissance du groupe qui portera plus tard le nom de son neveu et successeur, Lucien Barrière. À celui-ci, décédé en 1990, a succédé sa fille adoptive Diane Barrière-Desseigne, mariée à Dominique Desseigne. La direction est assurée par les enfants du couple, Alexandre, né en 1987, à la tête du groupe en 2023 et Joy, née en 1990, présidente des Conseils d’Administration de la Société Fermière du Casino Municipal de Cannes (SFCMC) et de la Société Immobilière et d’Exploitation de l’Hôtel Majestic (SIEHM).

## Historique

### Fondation
L'histoire du groupe commence en 1912 avec le casino de Deauville. Eugène Cornuché, directeur du casino de Trouville, démissionne de son poste lorsque cet établissement est municipalisé. En février 1911, il décide avec son associé François André la construction du casino privé de Deauville, complété d'un hôtel, le Normandy. Les deux établissements sont inaugurés le 11 juillet 1912,. À la suite de Cornuché, François André prend la direction de la société des hôtels et casino de Deauville. Il rachète tout au long de sa vie plusieurs hôtels et casinos et s'efforce de développer un modèle de resort à la française, réunissant en un même lieu, casino, hôtels et installations sportives (golf, tennis) pour une clientèle aisée.

### Présidence de Lucien Barrière
En 1951, Lucien Barrière, neveu de François André, rejoint l'entreprise familiale. Il est nommé, en 1957, au sein des différents conseils d’administration des entités du groupe et devient en 1961 légataire universel de son oncle qui n'a pas d’héritier direct.
En 1980, la société hôtelière de la chaîne Lucien Barrière (SHCLB) est créée et regroupe les hôtels et le casino de La Baule-Escoublac.
L'expansion du groupe se heurte un temps au système des licences, qui encadrent fermement le secteur des jeux d'argent. En 1981, les dirigeants du casino Palm Beach de Cannes, appartenant au groupe Barrière, sont mis en cause dans une affaire de fraude, accusés d'infractions à la législation sur la réglementation des jeux en raison de paiements indus à la roulette. Le groupe Barrière estime alors faire l'objet d'un chantage à la licence de la part du gouvernement socialiste. Finalement, en 1987, le groupe bénéficie de l'autorisation d'exploitation des machines à sous en France, décidée par le ministre de l'Intérieur Charles Pasqua.

### Présidence de Diane Barrière-Desseigne
À la suite du décès de Lucien Barrière d'une crise cardiaque le 17 septembre en 1990, sa fille adoptive Diane Barrière-Desseigne lui succède à la tête du groupe et initie des projets de rénovation. Les hôtels Normandy Barrière et Royal Barrière participent au festival du film américain de Deauville.
En 1995, Diane Barrière-Desseigne est victime d’un grave accident d’avion. À partir de 1997, Dominique Desseigne assure avec son épouse la codirection de la SHCD et de la SHCLB.
En 1998, la SHCD fait l’acquisition du restaurant Le Fouquet’s à Paris et de la marque attachée.
Diane Barrière-Desseigne décède en 2001. Dominique Desseigne prend alors seul la direction du groupe.

### Présidence de Dominique Desseigne

#### Expansion à l'international
Depuis 2001, sous la présidence de Dominique Desseigne, la SHCD et la SHCLB se développent à l’international.
En 2003, la SHCLB ouvre le casino Barrière de Montreux en Suisse qui devient en 2008 le premier casino suisse en termes de produit brut des jeux (PBJ) total. La même année, la SHCD prend le contrôle de “Ryads Resort Development”, propriétaire des terrains sur lesquels est édifié l’hôtel Barrière Le Naoura à Marrakech au Maroc.
En 2004, la famille Desseigne-Barrière, Accor et le fonds d’investissement Colony Capital décident de réunir sous SHCD, renommée “Groupe Lucien Barrière”, les actifs de SHCD, SHCLB et Accor Casinos, créant ainsi un groupe de casinos et d’hôtels de luxe. Le rapprochement vise à donner au groupe une dimension européenne et à détrôner Partouche, et est approuvé tardivement par les autorités de la concurrence. Depuis 2004, l’expansion continue avec l’ouverture des casinos Barrière de Fribourg et Courrendin en Suisse, de Toulouse, du Caire, de Leucate, de Blotzheim et de Lille, de l'hôtel Barrière Le Naoura de Marrakech, du Fouquet's Barrière de Paris, de l'hôtel Barrière de Lille, le resort Barrière de Ribeauvillé ou encore l'hôtel Barrière Les Neiges à Courchevel. Pendant cette même période, les concessions de service public des casinos de La Baule-Escoublac, Dinard, Deauville, Saint-Malo, Nice, Cassis et Saint-Raphaël ont fait l’objet de renouvellements.

#### Modifications de l'actionnariat
Le 15 avril 2009, Colony Capital cède sa participation dans le groupe à Accor qui détient depuis 49 % du capital social de la société. À la suite d'un recentrage sur ses activités hôtelières, Accor choisit de se désengager du Groupe Lucien Barrière. La famille Desseigne-Barrière prévoit alors d'augmenter sa participation de 51 à 53 % et d'introduire les 47 % restants en bourse en septembre 2010,. Néanmoins, le 29 septembre 2010, Accor annonce renoncer à l'opération du fait du faible intérêt des investisseurs, et l'introduction en bourse est annulée.
À la suite de la décision du groupe Accor de céder sa participation dans Groupe Lucien Barrière, le groupe présidé par Dominique Desseigne annonce le 12 janvier 2011 la signature d’un accord entre Fimalac, le groupe Lucien Barrière et Accor en vue de la cession par celui-ci de sa participation de 49 %. À l’issue de l’acquisition de cette participation par Fimalac et le groupe Lucien Barrière, ainsi que d'une réduction de capital chez ce dernier, la famille Desseigne-Barrière, actionnaire majoritaire, détient 60 % du capital du groupe, et le groupe Fimalac, quant à lui, en détient 40 %.
En 2023, la société Fimalac contrôlée par Marc Ladreit de Lacharrière qui détient 40 % du capital de la société va revendre sa participation aux enfants de Dominique Desseigne (Alexandre Barrière et Joy Desseigne-Barrière).

#### Variations du périmètre d'activité
Le 17 septembre 2010, le groupe lance, en association avec la Française des jeux, une société spécialisée dans les jeux de poker en ligne. Ce site est finalement fermé le 30 septembre 2013.
En 2015, « Lucien Barrière Hôtels et Casinos » devient « Barrière ». Ce changement d’identité permet à Barrière de renforcer les synergies entre toutes ses activités pour se positionner comme un acteur mondial des loisirs et du divertissement.
2015 : partenariat Le Fouquet’s avec Pierre Gagnaire. La célèbre brasserie des Champs-Élysées s’associe au meilleur chef du monde pour dynamiser sa carte. Son offre « brasserinomique » (sic) est déclinée dans les différents restaurants Fouquet’s de Barrière (Cannes, Toulouse, Marrakech, La Baule, Courchevel et Enghien-les Bains).
En 2016, Barrière prend une participation de 48,59 % dans Moma Group, pour créer un leader français de l’événementiel intégré. La même année, le groupe acquiert par ailleurs l’hôtel Le Westminster au Touquet. Déjà présent dans la ville avec un casino, Barrière propose ainsi un nouveau resort. Enfin, en décembre 2016, l'hôtel Barrière Les Neiges Courchevel est inauguré. Barrière continue son développement, notamment avec l'implantation de son premier hôtel de luxe à la montagne, avec un spa de 1 000 m2, un ski room et deux restaurants à Courchevel.
En mai 2017, le groupe Barrière inaugure son premier casino en Afrique subsaharienne, au sein du Sofitel Ivoire à Abidjan. En juillet 2018, le groupe Barrière obtient l’autorisation du ministère de l’Intérieur d’ouvrir un club de jeu dans les anciens locaux de l'Aviation Club de France.

#### Impact financier de la pandémie de Covid-19
En 2019, le conseil municipal de Lille constate, à l'occasion de la lecture des comptes du casino Barrière d'Euralille, que ce dernier accumule des pertes importantes, de plus de 100 millions d'euros depuis son ouverture en 2007.
En mars 2020, en raison de la pandémie de Covid-19, le groupe ferme ses casinos à partir du 15 mars 2020 jusqu'au 22 juin 2020. Fin décembre 2020, il est annoncé que 70 employés vont être licenciés. Au total, 200 postes sont supprimés après que le produit brut des jeux a chuté de 47 % au cours de l'année civile 2020.

#### 2020 - 2023
En septembre 2020, le groupe annonce prendre une participation majoritaire dans la société française l’Eclair de Génie du chef pâtissier Christophe Adam.
Le même mois, le groupe s'engage dans les paris en ligne avec le lancement de BarrièreBet, sa plateforme dédiée aux paris sportifs, paris hippiques et au poker. Il lance également, en octobre 2022, GAMRFIRST, le casino en ligne suisse du casino Barrière Montreux.
En 2022, Dominique Desseigne, âgé de 78 ans et président du Groupe Barrière décide de transmettre la présidence du groupe à son fils aîné Alexandre Desseigne-Barrière âgé de 35 ans,. La fille de Dominique Desseigne et sœur d'Alexandre, Joy Desseigne-Barrière, est pour sa part nommée à la présidence du conseil d'administration de SFCMC et de la Société Immobilière et d'Exploitation de l'Hôtel Majestic (SIEHM). Alexandre Barrière est nommé président de la Société de participation deauvillaise (SPD), la holding familiale qui aura vocation à détenir l'intégralité des participations familiales.

### Présidence d'Alexandre Barrière et Joy Desseigne-Barrière
En 2023, Fimalac, qui détenait 40% du capital de la Société de participation deauvillaise, vend ses parts à la famille Barrière selon un accord négocié avec Alexandre Barrière et Joy Desseigne-Barrière, pour un montant de 325 millions d'euros. La famille Barrière reprend donc l'intégralité du contrôle de son groupe. Dominique Desseigne en est l'usufruitier et président d'honneur, tandis qu'Alexandre Barrière et Joy Desseigne-Barrière dirigent le groupe. Certains collaborateurs du groupe dénoncent un putsch aux allures de parricide : après une longue bataille juridique menée par Alexandre Barrière qui remet en cause les dispositions testamentaires prises par Diane Barrière-Desseigne pour assurer sa succession et soupçonne son père d'abus de faiblesse à cette occasion, Dominique Desseigne s'est en effet vu retirer toutes les fonctions dirigeantes du groupe.

## Établissements du groupe Barrière
Lucien Barrière hôtels et casinos est une marque sous laquelle sont commercialisés les hôtels et casinos de deux groupes distincts : le groupe Lucien Barrière (GLB) et la société fermière du casino municipal de Cannes (SFCMC). Le groupe Barrière exploite 18 hôtels en France, à Marrakech et à Saint-Barth, totalisant 2 300 chambres auxquelles s’ajoutent les 17 ryads de Marrakech. En 2022, il ouvre son premier établissement aux États-Unis avec Le Fouquet's New York à Manhattan. Le groupe possède également la célèbre brasserie parisienne Le Fouquet's. Il compte également 34 casinos et 3 golfs.

### Groupe Lucien Barrière

#### Hôtels
- en France :
  - Courchevel : Les Neiges
  - Deauville : Le Royal Deauville, Le Normandy, Hôtel du Golf
  - Dinard : Le Grand Hôtel Dinard
  - Enghien-les-Bains : Le Grand Hôtel
  - La Baule-Escoublac : Le Castel Marie-Louise, Le Royal-Thalasso, L'Hermitage
  - Le Touquet : Hôtel Westminster
  - Lille : Resort Barrière Lille
  - Paris : Fouquet's Barrière, Maison Barrière Vendôme
  - Ribeauvillé : Resort Barrière Ribeauvillé
- à l'étranger
  - Marrakech, Maroc : Le Naoura
  - New York City, États-Unis : Fouquet's New York

#### Casinos
| - En France : - Casino de La Baule, - Casino de Bénodet, - Casino de Biarritz, - Casino de Blotzheim, - Casino de Bordeaux, - Casino du Cap d'Agde, - Casino de Carry-le-Rouet, - Casino de Cassis, - Casino de Deauville, - Casino de Dinard, - Casino d'Enghien-les-Bains, - Casino de Lille, - Casino de Menton, - Casino Le Ruhl de Nice, - Casino de Niederbronn-les-Bains, - Casino de Ouistreham, - Casino de Ribeauvillé, - Casino de La Rochelle, | - - Casino Barrière de Royan, - Casino de Saint-Malo, - Casino de Saint-Raphaël, - Casino de Sainte Maxime, - Casino de Toulouse, - Casino de la Forêt du Touquet-Paris-Plage, - Casino de Trouville-sur-Mer ; - En Suisse : - Le Montreux Casino de Montreux, - Casino de Courrendlin, - Casino de Fribourg ; - En Égypte : - Casino El Gezirah du Caire, - Casino Le Pacha du Caire ; - En Côte d'Ivoire : - Casino Barrière d'Abidjan. |

#### Golfs
- Golf Barrière de Deauville,
- Golf International Barrière La Baule,
- Golf Barrière de Saint-Julien.

### Société fermière du casino municipal de Cannes

#### Hôtels
- Cannes : Le Majestic, Le Gray d'Albion
- Saint-Barthélémy : Le Carl Gustaf

#### Casino
- Casino Croisette de Cannes